# Antigüedad (objeto)

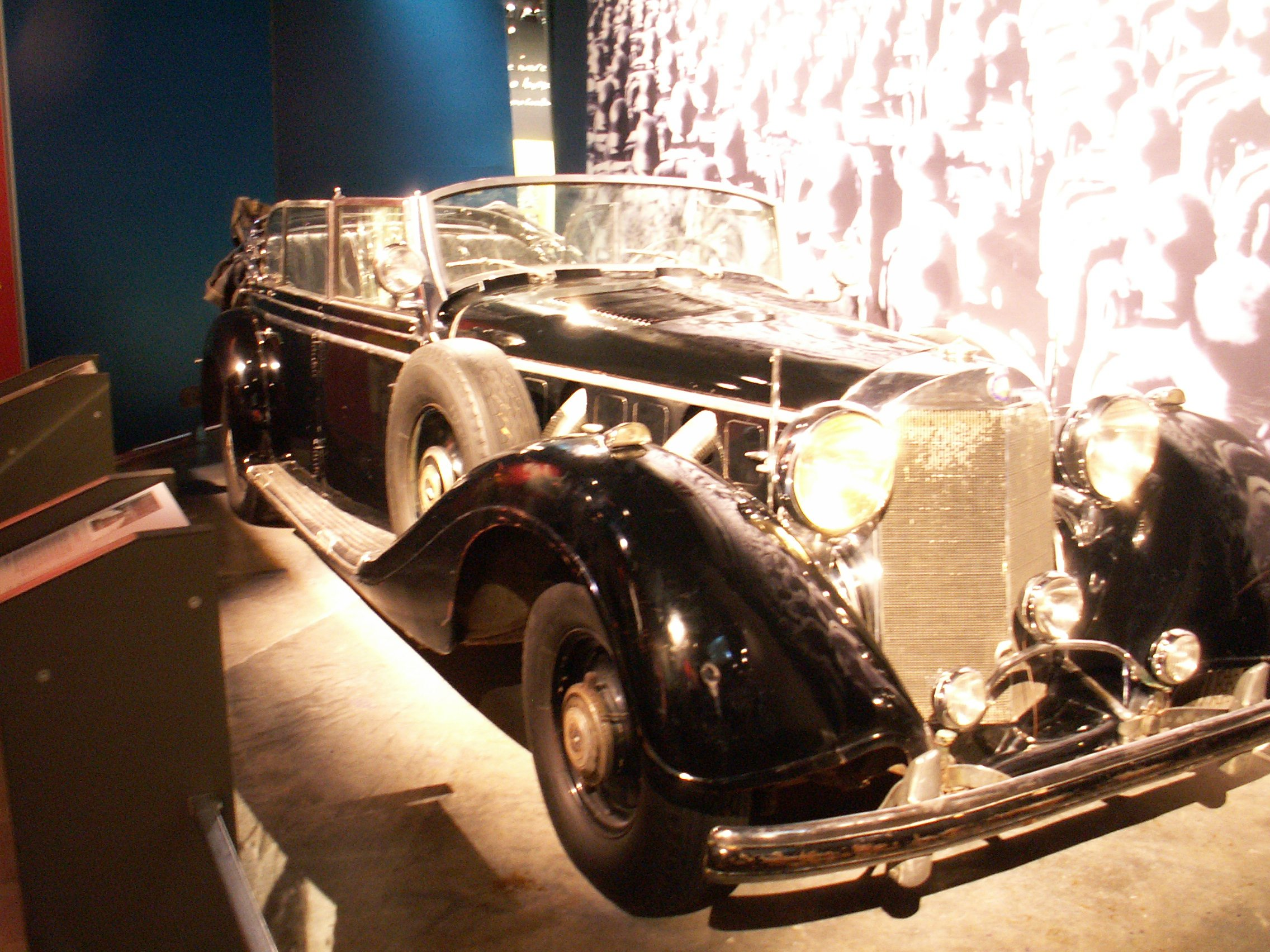
Automóvil Mercedes-Benz perteneciente a Adolf Hitler. Es una muestra del dominio tecnológico del periodo de la Alemania nazi

Una antigüedad, o antique, es un objeto que ha alcanzado una edad que lo hace testigo del pasado, y donde su propia antigüedad le confiere un valor o interés.

## Características
Considerar a algún objeto una antigüedad es algo subjetivo, y depende del tipo de objeto. Por regla general las ferias de antigüedades como Almoneda exigen un mínimo de 50 años. Sin embargo hay excepciones, como por ejemplo reliquias tecnológicas ya superadas u otros objetos de los años 60, 70 y 80.
Las antigüedades son generalmente los objetos que demuestran un cierto grado de artesanía o cierta atención al diseño.
En una sociedad consumista, una antigüedad es sobre todo un objeto que, por ser de construcción y edad singulares o por haber caído en desuso, recibe un valor superior a los objetos similares y de fabricación más reciente.
Cualquier museo hace un uso considerable de antigüedades para ilustrar acontecimientos históricos y darles un contexto.

## Comercio
Las antigüedades se compran y venden generalmente en los anticuarios, en el rastro (véase mercadillo, bazar y tianguis), y en gran medida a través de páginas web dedicadas a la publicación de avisos de compra y venta de antigüedades. Algunas antigüedades valiosas se pueden comprar en las subastas, tales como Sotheby's o Christie's.
Pero también podemos encontrar en la red una multitud de tiendas que ofrecen la venta o subasta de objetos antiguos no tan valiosos como los anteriores. La moda vintage esta pegando fuerte en el mundo occidentalizado y eso ha ocasionado la aparición de muchos negocios que intentan ofrecer esos productos.